# Hasan Pesmen
Hasan Peșmen ( 1939 - 1980 ) fue un botánico turco, que trabajó desde la Universidad de Ege, Esmirna, con estudios postdoctorales en numerosas revisiones de la "Flora de Turquía".

## Algunas publicaciones
- 1968. Apportationes ad floram turcicam: 1. [Erodium], 2. [Pentapera].

## Honores

### Epónimos
- (Amaryllidaceae) Galanthus peshmenii A.P.Davis & C.D.Brickell[1]
- (Campanulaceae) Campanula peshmenii A.Güner[2]
- (Caryophyllaceae) Gypsophila peshmenii A.Güner[3]
- (Clusiaceae) Hypericum peshmenii Yıld.[4]
- (Dipsacaceae) Cephalaria peshmenii Sümbül[5]
- (Hyacinthaceae) Puschkinia peshmenii Rix & B.Mathew[6]
- (Polygalaceae) Polygala peshmenii Eren, Parolly, Raus & Kürschner[7]
- (Rosaceae) Crataegus peshmenii Dönmez[8]

- La abreviatura «Peșmen o Pesmen» se emplea para indicar a Hasan Pesmen como autoridad en la descripción y clasificación científica de los vegetales.[9]